# كورونيغالا
كورونيغالا (بالإنجليزية: Kurunegala)‏ هي مدينة من مدن سريلانكا تقع في إقليم الشمال الغربي. يبلغ عدد سكانها 30,315 نسمة وذلك حسب إحصائيات سنة 2011. يبلغ ارتفاع المدينة عن سطح البحر قرابة 116 متر. تبلغ مساحتها 11 كم². تبعد المدينة بمسافة 94 كيلومترا عن كولومبو و 42 كلم عن مدينة كاندي.

## التسمية
تحيط بمدينة كورونيغالا ثماني روابي صخرية، 6 منها سُمّيت بأسماء حيوانات يقارب شكلها هيئات الروابي. أكبر ربوة إسمها إيثاغالا (أو صخرة الفيل) نظراً لأن شكلها يوحي بهيئة فيل. كلمة كوروني (بالسنهالية: ඇතුගල)‏ تعني فيل، وغالا تعني الصخرة. الاسم القديم للمدينة بالسنسكريتية كان هاستيشايلا بورا (Hasthishaila-pura)، و تعني مدينة صخرة الفيل.

## السكان
توزيع سكان كورونيغالا، حسب انتماءهم العرقي، حسب إحصائيات 2001:
| المكون             | العدد  | النسبة (%) |
| ------------------ | ------ | ---------- |
| سنهاليون           | 20,874 | 73.66      |
| عرب سريلانكا       | 4,452  | 15.71      |
| تامليون سريلانكيون | 2,221  | 7.84       |
| ماليزيون           | 349    | 1.23       |
| تامليون هنود       | 249    | 0.88       |
| بورغر (1)          | 1651   | 9.56       |
| عرقيات أخرى        | 27     | 0.09       |

1: أحفاد المستوطنين الأوروبيين